# Campbell Island (Western Australia)
Campbell Island ist eine unbewohnte Insel im australischen Bundesstaat Western Australia. Die Insel gehört zu den Montebello-Inseln. Sie ist 81 Kilometer vom australischen Festland entfernt. 
Sie ist 2,6 Kilometer lang, 530 Meter breit und fünf Meter hoch. Die Nachbarinseln heißen Rose Island, How Island und Delta Island.